# Конкурс імені королеви Єлизавети
Конкурс імені королеви Єлизавети — конкурс академічних музикантів, що відбувається у Брюсселі з 1951 року. Названий на честь королеви Бельгії Єлизавети, що патронувала його створення. Конкурс уважається продовженням Конкурсу імені Ізаї, що проводився в 1937-1938 роках.
Спочатку конкурс проводився у трьох номінаціях раз на чотири роки, серед скрипалів, піаністів і композиторів. У 1951 року змагалися скрипалі, в 1952 році піаністи, а в 1953 році композитори, четвертий рік був вільний, а потім цикл починався заново. Надалі ця регулярність була порушена, а в 1988 році була додана четверта номінація — академічний вокал. Особливістю виконавських конкурсів є те, що в півфіналі й/або фіналі для виконання всім конкурсантам пропонується твір бельгійського композитора (часто — відібраний на загальнонаціональному конкурсі композиторів).
У різні роки серед членів журі були такі видатні музиканти, як скрипалі Жак Тібо, Давид Ойстрах, Ієгуді Менухін, Артюр Грюмьо, Айзек Стерн, Ґідон Кремер, піанисти Робер Касадесюс, Артур Рубінштейн, Еміль Гілельс, Яків Флієр, Яків Зак, Лазар Берман, композитори Франсіс Пуленк, Богуслав Мартіну, Едісон Денисов, вокалісти Ірина Архипова, Євген Нестеренко, Джоан Сазерленд.
У фортепіанній і скрипковій номінаціях Конкурс королеви Єлизавети був відзначений значними успіхами радянської виконавської школи. Цікаво, що багато радянських переможців конкурсу надалі емігрували в Бельгію.

## Переможці конкурсу

### Фортепіано
| Рік  | 1-е                     | 2-е                            | 3-є                                      | 4-е                  | 5-е                  |
| ---- | ----------------------- | ------------------------------ | ---------------------------------------- | -------------------- | -------------------- |
| 1938 | Еміль Гілельс           | Mary Johnstone (Moura Lympany) | Яків Флієр                               | Lance Dossor         | Nibya Mariño Bellini |
| 1952 | Леон Флейшер            | Karl Engel                     | Maria Tipo                               | Frans Brouw          | Lawrence Davis       |
| 1956 | Володимир Ашкеназі      | John Browning                  | Andrzej Czajkowski                       | Cécile Ousset        | Лазар Берман         |
| 1960 | Малколм Фрагер          | Ronald Turini                  | Lee Luvisi                               | Alice Mitchenko      | Gábor Gabos          |
| 1964 | Євген Могилевський      | Микола Петров                  | Jean-Claude Vanden Eynden                | Anton Kuerti         | Richard Syracuse     |
| 1968 | Катерина Новицька       | Валерій Камишов                | Jeffrey Siegel                           | Семен Кручін         | Андре де Ґрот        |
| 1972 | Валерій Афанасьєв       | Jeffrey Swann                  | Joseph Alfidi                            | David Lively         | Світлана Навасардян  |
| 1975 | Михайло Фаєрман         | Станіслав Іголінський          | Юрій Єгоров                              | Larry Michael Graham | Сергій Юшкевич       |
| 1978 | Абдель Рахман ель Баха  | Gregory Allen                  | Brigitte Engerer                         | Alan Weiss           | Douglas Finch        |
| 1983 | П'єр-Ален Волондат      | Wolfgang Manz                  | Boyan Vodenitcharov                      | Daniel Blumenthal    | Eliane Rodrigues     |
| 1987 | Андрій Нікольський      | Akira Wakabayashi              | Rolf Plagge                              | Johan Schmidt        | Ikuyo Nakamichi      |
| 1991 | Франк Бралі             | Stephen Prutsman               | Brian Ganz                               | Hae-sun Paik         | Олександр Мельников  |
| 1995 | Маркус Ґрох             | Laura Mikkola                  | Giovanni Bellucci                        | Yuliya Gorenman      | Jong Hwa Park        |
| 1999 | Віталій Самошко         | Alexander Ghindin              | Ning An                                  | Shai Wosner          | Roberto Cominati     |
| 2003 | Severin von Eckardstein | Wen-Yu Shen                    | Unawarded after Dong-Hyek Lim refused it | Роберто Джордано     | Казумаса Мацумото    |
| 2007 | Анна Вінницька          | Plamena Mangova                | Франческо П'ємонтезі                     | Ілля Рашковський     | Lim Hyo-Sun          |
| 2010 | Деніс Кожушкін          | Євгеній Божанов                | Hannes Minnaar                           | Юрій Фаворін         | Kim Tae-Hyung        |
| 2013 | Борис Гілтбург          | Ремі Женьє                     | Матеуш Боров'як                          | Станіслав Христенко  | Zhang Zuo            |

### Скрипка
| Рік  | 1-е                                                           | 2-е                 | 3-є                | 4-е                           | 5-е                  |
| ---- | ------------------------------------------------------------- | ------------------- | ------------------ | ----------------------------- | -------------------- |
| 1937 | Давид Ойстрах                                                 | Рікардо Однопософф  | Єлізавета Гілельс  | Борис Гольдштейн              | Марина Козолупова    |
| 1951 | Леонід Коган                                                  | Михайло Вайман      | Elise Cserfalvi    | Theo Olof                     | Олексій Горохов      |
| 1955 | Берл Сенофський                                               | Юліан Ситковецький  | П'єр Дукан         | Francine Dorfeuille-Boussinot | Віктор Пікайзен      |
| 1959 | Хайме Ларедо                                                  | Альберт Марков      | Йозеф Сильверстейн | Володимир Малінін             | Брис Кунєв           |
| 1963 | Олексій Міхлін                                                | Семен Снітковський  | Арнольд Стейнхард  | Zarius Shikhmurzayeva         | Charles Castleman    |
| 1967 | Філіп Хіршхорн                                                | Stoïka Milanova     | Гідон Кремер       | Роман Нобель                  | Hidetaro Suzuki      |
| 1971 | Міріам Фрід                                                   | Andreï Korsakov     | Hamao Fujiwara     | / Ana Chumachenco             | Edith Volckaert      |
| 1976 | Михайло Безверхній                                            | Ірина Медведєва     | Dong-Suk Kang      | Григорій Жіслін               | Шізука Ішікава       |
| 1980 | Уцуко Хоріґоме                                                | Peter Zazofsky      | Такаші Шіміцу      | Ruriko Tsukahara              | Мікаела Мартін       |
| 1985 | Ху Най-юань                                                   | Ik-Hwan Bae         | Henry Raudales     | Hu Kun                        | Mi Kyung Lee         |
| 1989 | Вадим Репін                                                   | Aкiкo Суванай       | Євгшен Бушков      | Erez Ofer                     | Ulrike-Anima Mathé   |
| 1993 | Яйої Тода                                                     | Liviu Prunaru       | Keng-Yuen Tseng    | Martin Beaver                 | Наталія Прищепенко   |
| 1997 | Ніколай Цнайдер                                               | Albrecht Breuninger | Kristóf Baráti     | Andrew Haveron                | Natsumi Tamai        |
| 2001 | Байба Скріде                                                  | Kam Ning            | Barnabás Kelemen   | Alina Pogostkin               | Feng Ning            |
| 2005 | Сергій Хачатрян                                               | Йосиф Іванов        | Sophia Jaffé       | Saeka Matsuyama               | Mikhail Ovrutsky     |
| 2009 | Рей Чен                                                       | Lorenzo Gatto       | Ilian Garnet       | Suyoen Kim                    | Nikita Borisoglebsky |
| 2012 | Андрій Баранов [Архівовано 7 березня 2022 у Wayback Machine.] | Tatsuki Narita      | Hyun Su Shin       | Esther Yoo                    | Tseng Yu-Chien       |
| 2015 | Ї Янг Лім (Ji Young Lim)                                      | Олексій Семененко   | William Hagen      | Tobias Feldmann               | / Stephen Waarts     |
| 2019 | Стелла Чен (Stella Chen)                                      | / Timothy Chooi     | Stephen Kim        | Shannon Lee                   | Júlia Pusker         |
| 2024 | Дмитро Удовиченко                                             | Joshua Brown        | Elli Choi          | Kevin Zhu                     | Julian Rhee          |

### Вокал
| Рік  | 1--е              | 2-е                    | 3-є                | 4-е                | 5-е                     |
| ---- | ----------------- | ---------------------- | ------------------ | ------------------ | ----------------------- |
| 1988 | Аґа Вінська       | Джанет Томсон          | Huub Claessens     | Якоб Віль          | Yvonne Schiffelers      |
| 1992 | Thierry Félix     | Reginaldo Pinheiro     | Wendy Hoffman      | Regina Nathan      | Cristina Gallardo-Domâs |
| 1996 | Стівен Зельтерс   | Ana Camelia Stefanescu | Eleni Matos        | Маріанна Цвєткова  | Ray Wade                |
| 2000 | Марі-Ніколь Лем'є | Marius Brenciu         | Ольга Пасічник     | Pierre-Yves Pruvot | Lubana Al Quntar        |
| 2004 | Івона Соботка     | Hélène Guilmette       | Shadi Torbey       | Teodora Gheorghiu  | Diana Axentii           |
| 2008 | Сабольч Брікнер   | Isabelle Druet         | Бернадетта Грабіас | Anna Kasyan        | Юрій Гарадзецький       |
| 2011 | Haeran Hong       | Томас Блондель         | Олена Галицька     | Anaïk Morel        | Костянтин Шушаков       |
| 2014 | Сумі Хван         | Jodie Devos            | Sarah Laulan       | Ю Шао              | Hyesang Park            |

### Композиція
| Рік  | 1-е                       | Твір                                      |
| ---- | ------------------------- | ----------------------------------------- |
| 1953 | Міхал Спісак              | Serenade                                  |
| 1957 | Orazio Fiume              | Concerto per orchestra                    |
| 1960 | Marcel Poot               | Sinfonia burlesca                         |
| 1963 | Léon Jongen               | Concerto in D major                       |
| 1977 | Hiroyuki Fujikake         | Rope Crest                                |
| 1982 | Джон Вікс                 | Five Litanies for Orchestra               |
| 1989 | André Laporte             | Fantasia Rondino Con Tema Reale           |
| 1991 | Tristan-Patrice Challulau | Ne la città dolente                       |
| 1993 | Piet Swerts               | Zodiac                                    |
| 1995 | John Weeks                | Requiescat                                |
| 1997 | Hendrik Hofmeyr           | Raptus                                    |
| 1999 | Uljas Voitto Pulkkis      | Tears of Ludovico                         |
| 2001 | / Søren Nils Eichberg     | Qilaatersorneq                            |
| 2003 | Ian Munro                 | Piano Concerto Dreams                     |
| 2005 | Хав'єр Торрес Мальдонадо  | Obscuro Etiamtum Lumine                   |
| 2006 | Miguel Gálvez-Taroncher   | La luna y la muerte                       |
| 2008 | Cho Eun-Hwa               | Agens                                     |
| 2009 | Jeon Minje                | Target                                    |
| 2011 | Sakai Kenji               | Concerto pour violon et orchestre         |
| 2012 | Мішель Петросян           | In the wake of Ea pour piano et orchestre |